# Сипуха (рід)
Сипу́ха (Tyto) — рід совоподібних птахів родини сипухових (Tytonidae).

## Поширення
Представники роду трапляються у спекотних та частково помірних поясах обох півкуль. Населяють різноманітні ландшафти, нерідко зустрічаються у населених пунктах. 

## Загальна характеристика
Осілі птахи. Кладку з 6 — 8 білих видовжених яєць насиджує самка. У віці двох тижнів пташенята змінюють ембріональний пух на другий пуховий наряд, а потім вдягають пір'євий наряд. Живляться мишовидними гризунами, землерийками, комахами, у містах полюють на дрібних птахів та кажанів.

## Систематика
До роду відносять 17 сучасних видів та низку викопних форм. В Україні трапляється один.
- Сипуха темно-бура (Tyto tenebricosa)
- Сипуха срібляста (Tyto multipunctata)
- Сипуха мінагаська (Tyto inexspectata)
- Сипуха таліабуйська (Tyto nigrobrunnea)
- Сипуха танімбарська (Tyto sororcula)
- Сипуха мануська (Tyto manusi)
- Сипуха новобританська (Tyto aurantia)
- Сипуха австралійська (Tyto novaehollandiae)
- Tyto almae[2]
- Сипуха сулавеська (Tyto rosenbergii)
- Сипуха мадагаскарська (Tyto soumagnei)
- Сипуха крапчаста (Tyto alba)
- Сипуха американська (Tyto furcata)
- Tyto javanica
- Сипуха андаманська (Tyto deroepstorffi)
- Сипуха гаїтянська (Tyto glaucops)
- Сипуха африканська (Tyto capensis)
- Сипуха східна (Tyto longimembris)

Викопні види, що відомі з фосилій
- Tyto sanctialbani
- Tyto robusta
- Tyto gigantea
- Tyto balearica
- Tyto mourerchauvireae
- Tyto jinniushanensis

Види, що вимерли в історичний період та відомі з субфосилій
- Tyto letocarti
- Tyto cavatica
- Tyto noeli
- Tyto riveroi
- Tyto ostologa
- Tyto pollens
- Tyto neddi
- Tyto melitensis